# Delfine Bafort
Delfine Bafort (Gent, 22 mei 1979) is een topmodel en actrice uit België.

## Biografie
Delfine Bafort deed haar secundaire studies, Vrije Beeldende Kunst, aan het Sint-Lucas college te Gent.
Op haar 17de won ze een modellenwedstrijd, wat vervolgens zou uitmonden tot een internationale carrière als model. Sindsdien liep ze grote modeshows en werd ze het gezicht van exclusieve merken zoals Balenciaga, Versace, D&G, Jean Paul Gaultier, Loewe, Cacharel, Calvin Klein, Moschino, DKNY,... Ze stond op de cover van internationale magazines, o.a. Vogue, Harper's Bazaar, Marie-Claire, Elle en Dazed & Confused.
In 2003 speelde ze de vrouwelijke titelrol in de cultfilm Steve + Sky van Felix Van Groeningen.
In 2008 speelde ze naast Vincent Gallo in diens film Promises Written in Water, die in september 2010 in première ging op het 67e Filmfestival van Venetië en er meedong naar de Gouden Leeuw (Leone d'Oro). 
Ze studeerde in 2013 af aan het KASK drama, School of arts Gent.
In 2017 speelde ze in Dimitri De Clercq's film You go to my head naast de Servische acteur Svetozar Cvetkovic, waarin ze de hoofdrol vertolkte. Op het internationaal filmfestival van Caïro werd de film genomineerd voor beste film, acteur en actrice.

## Filmografie
| Jaar | Titel                      | Script/Regie                              | Rol         | Opmerking            |
| ---- | -------------------------- | ----------------------------------------- | ----------- | -------------------- |
| 2004 | Steve + Sky                | Felix van Groeningen                      | Sky         |                      |
| 2005 | Looking for Alfred         | Johan Grimonprez                          | -           | Korte film           |
| 2006 | Nightshift                 | Wendy Montellano                          | -           | Korte film           |
| 2010 | Promises Written in Water  | Vincent Gallo                             | Mallory     | [ 1 ]                |
| 2013 | Straus Park                | Norman Bates, Inti Calfat en Dirk Verheye | Julie Dane  | Korte film           |
| 2013 | Spring Summer              | John Lindquist                            | Caroline    | Korte film           |
| 2015 | Eventide                   | Felix van Cleeff                          | -           |                      |
| 2016 | Love Drifts                | Nelson Moens                              | -           |                      |
| 2016 | Dag vreemde man            | Anthony Schatteman                        | Daisy       | Korte film           |
| 2017 | Doubleplusungood           | Marco Laguna                              | Eve         |                      |
| 2017 | You Go to My Head          | Dimitri De Clercq                         | Dafne/Kitty |                      |
| 2017 | Hoe kamelen leeuwen worden | Lydia Rigaux                              | Alice       |                      |
| 2017 | Round                      | Torre Florim                              | -           | Videoclip (De Staat) |
| 2017 | Off the record             | David Carette                             | Beckie      | Korte film           |
| 2019 | All Of Us                  | Willem Wallyn                             | Vicky       |                      |
| 2024 | Holy Rosita                | Wannes Destoop                            | Sabrina     |                      |